# 新北市樹林區柑園國民小學
新北市樹林區柑園國民小學，簡稱柑園國小，位於臺灣新北市樹林區，創建於民國前一年(西元1910年)。

## 簡史
- 明治44年─日治時代獨立前為樹林公學校柑園分校，校長為廣田早三郎
- 大正10年─獨立為柑園公學校，首任校長遠山巖
- 昭和16年─改為柑園國民學校
- 昭和18年─實施義務教育
- 民國34年─中華民國接管臺灣後改為台北縣樹林鎮柑園國民學校
- 民國57年─柑園國民學校改為柑園國民小學
- 民國89年─樹林鎮升格樹林市，更名為台北縣樹林市柑園國民小學
- 民國99年─改為新北市樹林區柑園國民小學

## 歷任校長

### 日治時代
- 廣田早三郎：1910年3月-1912年
- 司德泰銲：1912年-1921年4月
- 遠山巖：1921年4月-1922年
- 原田萬太郎：1922年-1932年
- 木本森太郎：1932年-1937年
- 吉留操：1937年-1944年
- 永松生輝1944年-1946年6月

### 民國時代
- 林媽喜：1946年6月-1962年7月
- 陳德新：1962年7月-1963年2月
- 田道全：1963年2月-1968年9月
- 李傳登：1968年9月-1976年8月
- 詹銘坤：1976年8月-1981年8月
- 傅文琴：1981年8月-1986年8月
- 鄭勇吉：1986年8月-1987年8月
- 王添生：1987年8月-1992年8月
- 江王武榮：1992年8月-1996年8月
- 莊仁壽：1996年8月-1999年8月
- 曾水金：1999年8月-2003年8月
- 林秀娟：2003年8月-2011年8月
- 黃國鏘：2011年8月-2015年7月
- 蔡麗鳳：2015年8月-2017年7月
- 陳志鉉：2017年8月-2024年8月
- 程煒庭：2024年8月-現任

## 行政單位
- 校長室
- 家長會
- 教務處
- 學務處
- 總務處
- 輔導處
- 人事室
- 會計室

## 重大事件
- 民國82年創立財團法人柑園文教基金會
- 民國99年11月6日慶祝100週年校慶

## 外部連結
- 新北市立樹林區柑園國小 （页面存档备份，存于）